# Síminn
Síminn hf. (Iceland Telecom), ранее Landssíminn — исландская телекоммуникационная компания, предлагающая услуги связи как для частных, так и для корпоративных клиентов, включая мобильные и домашние телефоны, подключение к Интернету и телевидение. Síminn также имеет собственный телеканал и потоковые сервисы. Компания владеет и управляет компаниями в сфере информационных технологий и инфраструктуры и котируется на Исландской фондовой бирже. 
Síminn — ведущий поставщик услуг беспроводной связи в Исландии, владеющий сетью мобильной связи 4G / 3G / 2G, охватывающий более 99 % населения Исландии, включая сельские районы, и предлагающий широкий спектр мобильных услуг. В 2018 году Síminn была крупнейшим оператором беспроводной связи в Исландии с долей рынка 34,5 %. Эрикссон является движущей силой мобильной сети компании. В 2016 году Speedtest от Ookla назвал Síminn самой быстрой мобильной сетью Исландии.

## Конкуренция
До 1998 года компания Póstur og sími владела монополией на большинство телекоммуникационных услуг . В том же году вступил в силу новый закон, и рынок открылся для конкуренции. Первым конкурентом была TAL, предлагавшая мобильные услуги по сниженным ценам. За ними последовали и другие, самый крупный из которых — slandssími. На рынке Интернета (ISP) конкуренция была намного жёстче, с такими именами, как Íslandssími, Halló!, Margmiðlun, Skíma, Skrín, Snerpa, slandía и Miheimar. В 2003 году TAL, slandssími и Halló! объединились в Og Vodafone. С тех пор Og Vodafone купила несколько исландских интернет-провайдеров. 6 октября 2006 года Og Vodafone сменила название на Vodafone.